# Shahid Ali Khan
Shahid Ali Khan (Karachi, 16 december 1964) is een hockeydoelman uit Pakistan. 
Khan won met de Pakistaanse ploeg de gouden medaille tijdens de Olympische Spelen in Los Angeles. Khan kwam in vier van de zeven wedstrijden in actie waaronder de finale.
Khan verloor tijdens het wereldkampioenschap 1990 in eigen land de finale van Nederland.
Tijdens de Olympische Spelen van Barcelona won Khan met de Pakistaanse ploeg de bronzen medaille.

## Erelijst
- 1984 –  Olympische Spelen in Los Angeles
- 1990 -  Wereldkampioenschap in Lahore
- 1990 - 4e Champions Trophy mannen in Melbourne
- 1992 –  Olympische Spelen in Barcelona